# Полуаутоматска пушка
Полуаутоматска пушка je ватрено оружје која испаљује метак сваки пут када је обарач повучен, способна је да за кратко време испали један по један хитац без међувременог репетирања. Назив полуаутоматска се користи у српској и америчкој војној терминологији док је у руској и британској терминологији позната као саморепетирајућа пушка. Прве полуаутоматску пушку је 1885 конструисао Фердинанд Манлихер. Током 1930-их су се почеле масовније развијати и уводити у наоружање. Прва серијска полуаутоматска пушка је била америчка М1 Гаранд.

## Примери
- М1 Гаранд (САД)
- СВТ-40 (СССР)
- СКС карабин (СССР)
- ФН 49 (Белгија)
- МАС-49 (Француска)
- vz. 52 (Чешка)
- Лјунгман АГ-42 (Шведска)
- Гевер 41 (Немачка)
- Гевер 43 (Немачка)